# Żukowo (Powiat Kartuski)
Żukowo (kaschubisch Żukòwò; deutsch Zuckau; lateinisch Sucovia) ist eine Stadt im Powiat Kartuski (Powiat Karthaus) der polnischen Woiwodschaft Pommern. Sie ist Sitz der gleichnamigen Stadt-und-Land-Gemeinde.

## Geographische Lage
Die Stadt liegt im ehemaligen Westpreußen, am Fluss Radunia (Radaune) am östlichen Rand der Kaschubischen Schweiz, etwa 19 Kilometer westlich von Danzig an der Kreuzung der Landesstraßen 7, 20 und der Woiwodschaftsstraße 211.

## Geschichte

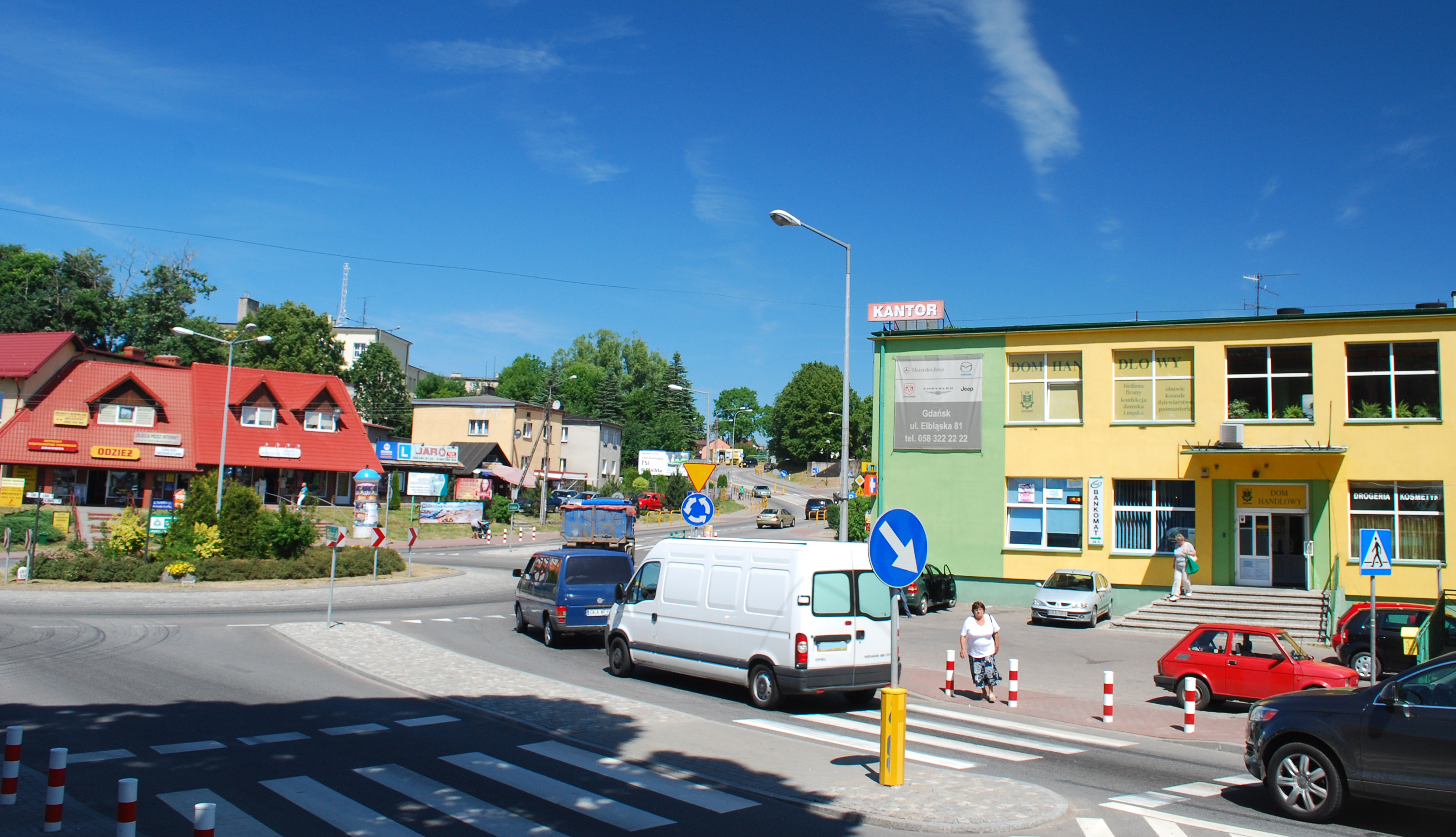
Straßenzug beim Stadtzentrum

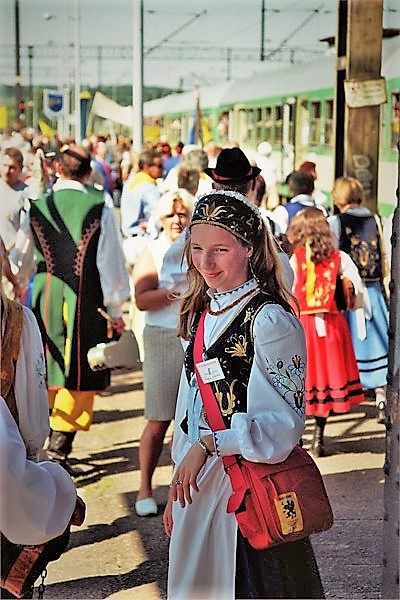
Kaschubische Festtagstracht

In unmittelbarer Nähe des Klosters Zuckau entstand Ende des 13. Jahrhunderts eine deutsche Siedlung. Um 1260 verlieh der pommerellische Herzog Swantopolk II. dem Kloster das Recht, Märkte abzuhalten, und stellte ihm zugleich die Anlage einer Stadt anheim. Zur Gründung einer Stadt war es damals jedoch noch nicht gekommen. 1326 wurden die Bewohner von Zuckau zu einer deutschen Gerichtsgemeinde zusammengefasst; der Gerichtsbarkeit des Schulzen sollten auch die Bewohner der alten Ortschaft unterstehen. 1433 wurde Zuckau von den Hussiten verwüstet.
Aus dem Jahr 1661 ist überliefert, dass die Klosterschule Kinder aus adligen und bürgerlichen Familien unterrichtete und diesen unter anderem auch das Nähen beibrachte. Außer einer Mädchenschule gab es auch eine Knabenschule. Um etwa 1820 sollen sich in dem Kloster noch ca. 15 Ordensschwestern aufgehalten haben. Nach Auflösung des Klosters 1834 wurde die Klosterkirche 1836 zur Pfarrkirche bestimmt. 1863 wurde ein Teil der Klosteranlage zum Abbruch verkauft.
Bis 1920 gehörte Zuckau zum Kreis Karthaus im Regierungsbezirk Danzig der Provinz Westpreußen des Deutschen Reichs.
Nach dem Ersten Weltkrieg musste ein großer Teil des Kreises Karthaus, darunter auch das Dorf Zuckau, zum Zweck der Einrichtung des Polnischen Korridors an die polnische Woiwodschaft Pommerellen abgetreten werden. Durch den Überfall auf Polen 1939 kam das Gebiet des Polnischen Korridors völkerrechtswidrig zum Reichsgebiet. Gegen Ende des Zweiten Weltkriegs besetzte die Rote Armee die Region.
Żukowo erhielt 1989 die Stadtrechte. Im Wappen der Gemeinde Żukowo befindet sich neben anderen Motiven eine Palmette aus kaschubischer Stickerei.

## Kultur
In Żukowo sind noch heute mit kaschubischen Stickereien besetzte Frauenhauben im Gebrauch, die in Polen als „zlotnice“ bezeichnet werden. Diese aus Silber- und Goldfäden hergestellten Stickereien gehen auf Arbeiten der im Kloster Zuckau einst ansässigen Prämonstratenserinnen aus dem 18. Jahrhundert zurück. Die Motive der Stickereien an den Spitzenhauben der kaschubischen Frauen sind denen sakraler Stickarbeiten im Stil des Barock ähnlich. Die Prämonstratenserinnen unterrichteten Töchter wohlhabender Bürger und Landleute in der Kunst des Stickens. Eine dieser Schülerinnen war die 1818 geborene Marianna Okuniewska aus Żukowo. „Zlotnice“ waren äußerst kostbar.
Vermutlich mit der Schließung des auf das Jahr 1214 zurückgehenden Klosters im Jahre 1834 (zu der Zeit war Żukowo unter preußischer Herrschaft) endete auch diese Sticktradition. Die Enkelin von Marianne Okuniewska, Zofia (geboren 1896), sowie Jadwiga Ptach erneuerten vor dem Ausbruch des Zweiten Weltkrieges die Tradition kaschubischer Stickereien (Żukowo-Schule). Aus dieser Zeit stammen Haubenstickereien und Antependien. Żukowo ist ein historisch bedeutendes Zentrum kaschubischer Stickereien. Noch nach dem Zweiten Weltkrieg wurden hier diese kunstvollen Handarbeiten hergestellt, in denen immer wieder Blüten und Pflanzenmotive vorkommen.
Zu den ehemaligen Klostergebäuden neben der Kirche gehört ein Wagenschuppen, wo zurzeit ein kleines Pfarrmuseum mit interessanten und wertvollen Gegenständen sowie eine Ausstellung der kaschubischen Stickerei untergebracht sind. In der Nähe des Klosters befindet sich an der Radunia ein Komplex von Mühlen, deren Geschichte bis ins 13. Jahrhundert zurückreicht. Die Mühlen wurden von Norbertinen aus Żukowo gegründet. Im Laufe der Jahrhunderte sind sie immer wieder umgebaut worden. Heute bestehen sie in der Form des 19. und 20. Jahrhunderts.
In Zuckow gab es eine Kirchenglocke, die im Jahr 1797 gegossen wurde. Auf dieser befand sich folgende Inschrift: „ME FECIT ERICH LINDEMANN GEDANI, SANCTUS EST DOMINUS DEUS ZABAOT, SOLI DEO GLORIA, IN OMNEM TERRAM EXIVIT SONUS EORUM, PSALM 18. S. ECCLESIAE ZUKOVIENSIS“.

### Demographie
| Jahr | Einwohnerzahl | Anmerkungen |
| ---- | ------------- | --- |
| 1772 | 306           | [ 2 ] |
| 1818 | 398           | [ 4 ] [ 5 ] |
| 1831 | über 400      | [ 6 ] |
| 1852 | 600           | [ 7 ] |
| 1910 | 1379          | am 1. Dezember, davon 166 Evangelische, 1169 Katholiken, 23 Juden (339 mit deutscher, 1037 mit kaschubischer und zwei Einwohner mit polnischer Muttersprache) |
| 1943 | 2160          | [ 2 ] |

| Jahr | Einwohner | Anmerkungen             |
| ---- | --------- | ----------------------- |
| 2012 | 6493      | Stand vom 30. Juni 2012 |

## Gmina Żukowo
Die Stadt-und-Land-Gemeinde Żukowo umfasst ein Gebiet von nahezu 164 Quadratkilometern und hat etwa 35.500 Einwohner.